# Serie A 1969-1970 (pallacanestro maschile)
Il campionato di Serie A pallacanestro maschile 1969-1970 è stato il quarantottesimo organizzato in Italia.
La formula rimane invariata: le 12 squadre si affrontano in partite di andata e ritorno, lo scudetto viene assegnato alla prima in classifica e le ultime due retrocedono in Serie B. L'Ignis Varese vince il suo secondo scudetto consecutivo e quarto in totale precedendo le milanesi Simmenthal e All'Onestà.
Varese conquista inoltre la Coppa Campioni 1969-1970.

## Classifica
|  |     | Classifica finale 1969-1970 | Pt | G  | V  | P  | PtF  | PtS  |
|  | --- | --------------------------- | -- | -- | -- | -- | ---- | ---- |
|  | 1.  | Ignis Varese                | 40 | 22 | 20 | 2  | 1913 | 1593 |
|  | 2.  | Simmenthal Milano           | 34 | 22 | 17 | 5  | 2002 | 1761 |
|  | 3.  | All'Onestà Milano           | 28 | 22 | 14 | 8  | 1778 | 1714 |
|  | 4.  | Fides Napoli                | 26 | 22 | 13 | 9  | 1765 | 1702 |
|  | 5.  | Noalex Venezia              | 24 | 22 | 12 | 10 | 1726 | 1820 |
|  | 6.  | Pallacanestro Cantù         | 22 | 22 | 11 | 11 | 1865 | 1879 |
|  | 7.  | Virtus Bologna              | 18 | 22 | 9  | 13 | 1728 | 1756 |
|  | 8.  | Frizz Pelmo Pesaro          | 18 | 22 | 9  | 13 | 1774 | 1749 |
|  | 9.  | Eldorado Bologna            | 18 | 22 | 9  | 13 | 1573 | 1647 |
|  | 10. | Snaidero Udine              | 18 | 22 | 9  | 13 | 1718 | 1807 |
|  | 11. | Splügen Brau Gorizia        | 12 | 22 | 6  | 16 | 1883 | 1979 |
|  | 12. | Brill Cagliari              | 6  | 22 | 3  | 19 | 1517 | 1836 |

## Verdetti
- Campione d'Italia:  Pallacanestro Ignis Varese

Formazione: Antonio Bulgheroni, Giorgio Consonni, Ottorino Flaborea, Claudio Malagoli, Dino Meneghin, Aldo Ossola, Lino Paschini, Manuel Raga, Edoardo Rusconi, Paolo Vittori. Allenatore: Aza Nikolić.
- Retrocessioni in serie B: Splügen Brau Gorizia e Brill Cagliari.